# وست‌لیامن (فلوریدا)
وست‌لیامن (به انگلیسی: West Lealman) یک منطقهٔ مسکونی در ایالات متحده آمریکا است که در شهرستان پاینلاس، فلوریدا واقع شده‌است. وست‌لیامن ۸٫۳ کیلومتر مربع مساحت و ۱۵٬۶۵۱ نفر جمعیت دارد و ۴٫۲۷ متر بالاتر از سطح دریا واقع شده‌است.